# История провинции Гуандун
История провинции Гуандун — цепь важнейших событий от доисторической эпохи до нового времени, происходивших на территории современной китайской провинции Гуандун.

### Времена первых централизованных империй
Территория провинции Гуандун была населена племенами юэ, и частично входила в состав царства Чу, существовавшего в 8—3 веках до н. э.
После объединения китайских земель под своей властью император Цинь Шихуан в 214 г. до н. э. разделил империю на округа-цзюнь, и земли нынешней провинции Гуандун оказались в составе Наньхайского округа (南海郡). После краха империи Цинь в 207 году до н. э. один из циньских чиновников — Чжао То — основал на землях байюэ независимое государство Наньюэ (Намвьет) со столицей в городе Паньюй (сейчас это место находится на территории Гуанчжоу), охватывавшее земли современных Гуанси-Чжуанского автономного района, провинций Гуандун и Хайнань, а также северного Вьетнама. В 111 году до н. э. ханьский император У-ди направил против Намвьета две армии под командованием Лу Бодэ и Ян Пу, которые захватили Паньюй, а затем и всю страну. Государство Намвьет было ликвидировано, а его земли вошли в состав империи Хань.

### Отэпохи Троецарствиядо империйСуйиТан
Во времена империи Цзинь в 331 году из Наньхайского округа был выделен Дунгуаньский округ (东官郡), власти которого разместились на территории современного Шэньчжэня. В 413 году восточная часть Дунгуаньского округа была выделена в отдельный Ианьский округ (义安郡), власти которого разместились на территории современного Чаочжоу.
В Эпоху северных и южных династий, когда эти земли находились в составе южной империи Лян, в 503 году на смежных землях Наньхайского и Дунгуаньского округов был создан новый Лянхуаский округ (梁化郡), власти которого разместились на территории современного Хойчжоу.
После объединения китайских земель в империю Суй деление страны на округа-цзюнь в 590 году было упразднено, и страна была разделена на области-чжоу. Однако впоследствии власти империи Суй и сменившей её империи Тан несколько раз меняли систему административного деления, то вновь вводя округа-цзюнь, то опять возвращаясь к областям-чжоу.

### ОтЭпохи пяти династий и десяти царствдо империйСуниЮань
Во времена наступившей после распада империи Тан эпохи Пяти династий и десяти царств в 917 году Лю Янь основал государство Южная Хань, и разместил на территории современного Гуанчжоу его столицу. В 971 году Южная Хань была захвачена объединившей все китайские земли империей Сун.
Империя Сун поначалу была разделена на регионы-дао, и земли к югу от Наньлинского хребта были объединены в Линнаньский регион (岭南道), затем переименованный в Гуаннаньский регион (广南道). Позднее регионы-дао были переименованы в регионы-лу. В 997 году Гуаннаньский регион (广南路) был разделён на западную и восточную части, и земли современного Гуандуна попали в основном в состав Гуаннаньдунского региона (广南东路).
После того, как в XIII веке монголы завоевали китайские земли и основали империю Юань, они разделили империю на территории, управлявшиеся син-чжуншушэнами; эти земли оказались в подчинении Хугуанского син-чжуншушэна (湖广等处行中书省) и Цзянсиского син-чжуншушэна (江西等处行中书省).

### ИмперииМиниЦин
После свержения власти монголов и основания империи Мин из частей территорий, подчинённых Хугуанскому и Цзянсискому син-чжуншушэнам, была образована новая территория, для управления которой был создан отдельный Гуандунский син-чжуншушэн (广东行中书省). В 1376 году вместо син-чжуншушэнов провинции стали управляться чиновниками в ранге бучжэнши (布政使); местом пребывания Гуандунского бучжэнши стало место пребывания властей Гуанчжоуской управы. Так появилась отдельная провинция Гуандун.
Начиная с XVI века у Гуандуна установились обширные торговые связи с остальным миром. Европейские, в особенности, британские купцы много торговали через Гуанчжоу, приходя к нему с юга через Малаккский пролив и Южно-Китайское море. Макао стало первым (1557 год) европейским поселением в Китае. Торговля опиумом через Гуанчжоу, навязанная Китаю англичанами, привела к опиумным войнам, которые открыли эпоху европейского вторжения в Китай, превратив его в полуколонию. Китай был вынужден передать Макао и Гонконг Великобритании, а Гуанчжоувань — Франции. В XIX веке Гуандун также являлся важным портом экспорта рабочей силы в Юго-Восточную Азию и США. Вплоть до конца XX века подавляющее большинство населения американских чайнатаунов составляли выходцы из Гуандуна. В результате кантонский, на котором говорят менее 10 % населения Китая, стал лингва-франка для китайской диаспоры за границей.
В ночь с 22 на 23 сентября 1874 года на провинцию обрушился мощный тайфун, ставший одной из самых смертоносных природных стихий в истории Китая; по самым скромным оценкам, погибло более 10 000 человек, а по некоторым данным, число жертв достигло 100 тысяч.
В конце XIX — начале XX веков Гуанчжоу был местом ряда неудачных восстаний против властей империи Цин, которые стали предтечей Синьхайской революции.

### ОтСиньхайской революциидо наших дней
9 ноября 1911 года провинция Гуандун объявила о своей независимости, было учреждено военное правительство, и провинция стала составной частью Китайской республики. Во время наступившей впоследствии эры милитаристов Гуандун стал базой для Сунь Ятсена. Для обучения военных командиров недалеко от Гуанчжоу была построена Военная академия Вампу, в которой в том числе работали советские специалисты. В 1926 году из провинции Гуандун начался Северный поход, в результате которого Китай оказался объединён под властью партии Гоминьдан.
Во время японо-китайской войны часть гуандунских портов и остров Хайнань были заняты японскими десантами. После Второй мировой войны Великобритания и Франция официально отказались от экстерриториальных прав в Китае, и в 1946 году французский сеттльмент Гуанчжоувань и англо-французский сеттльмент в Гуанчжоу были упразднены.
На завершающем этапе Гражданской войны в конце 1949 года Народно-освободительная армия Китая заняла всю континентальную часть провинцию Гуандун, а весной 1950 года — и остров Хайнань. Последним кусочком Гуандуна, всё ещё занятыми силами Гоминьдана, оставались острова архипелага Ваньшань, откуда гоминьдановцы надеялись вести морскую блокаду устья реки Чжуцзян. Китайские красноармейцы и краснофлотцы смогли занять все острова архипелага лишь в результате трехмесячной кампании летом 1950 года.
После вхождения в состав КНР провинция Гуандун, как и прочие провинции страны, была разделена на «специальные районы», а на острове Хайнань был образован Административный район Хайнань (海南行政区). Однако новое административное устройство провинции было сформировано не сразу, и в 1950-х годах оно менялось в весьма широком диапазоне. В 1952 году, чтобы предоставить выход к морю провинции Гуанси, Специальный район Циньчжоу (с портами Бэйхай и Фанчэн) был передан из провинции Гуандун в провинцию Гуанси. В 1955 году Специальный район Циньчжоу был возвращён в состав провинции Гуандун, но в июне 1965 года он был вновь передан в состав Гуанси-Чжуанского автономного района.
В 1971 году «специальные районы» были переименованы в «округа», а к концу XX века они были преобразованы в городские округа.
13 апреля 1988 года Административный район Хайнань был выделен в отдельную провинцию Хайнань.